# Miquel Solà

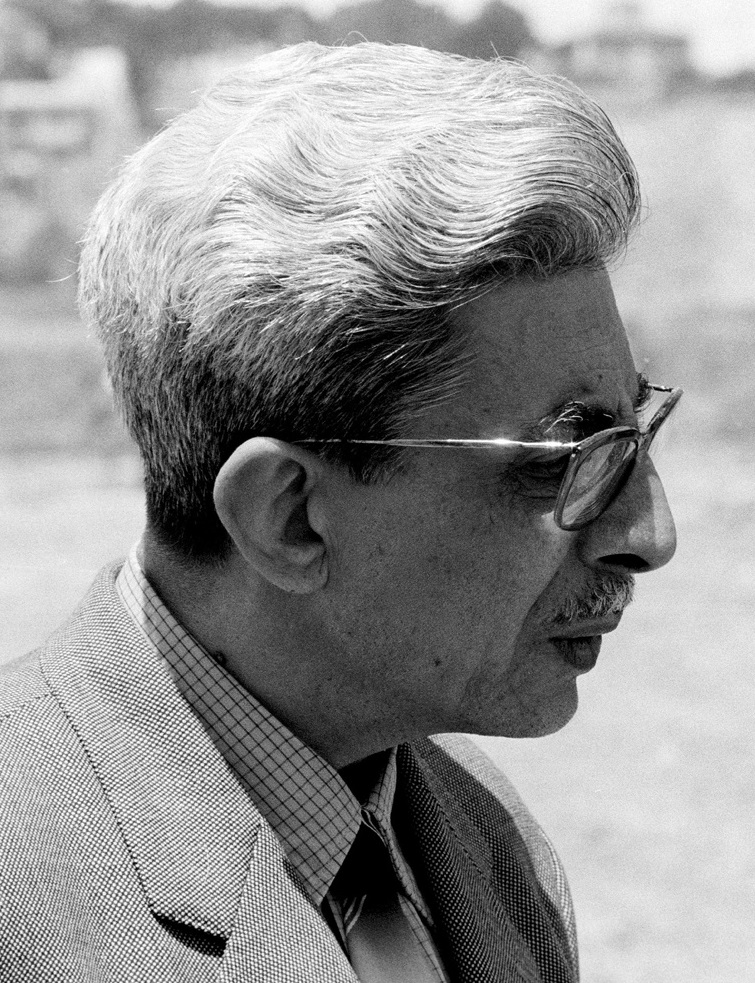
Miquel Solà i Dalmau (1908-1985)

Miquel Solà i Dalmau (Igualada, 1908 - 1985) fue un escritor español, que publicó cinco obras de poesía e hizo la traducción al catalán de la obra de Juan Ramón Jiménez, Platero y yo.

## Biografía
Nacido en Igualada, colaboró con la prensa local con artículos de poesía y de historia, y buena parte de su obra (teatro, ensayos, poesía y diversas traducciones) permanece inédita. Tanto su obra publicada como la inédita, así como diversos documentos personales manuscritos se conservan en la Biblioteca Central de Igualada. Con motivo del centenario de su nacimiento, se le dedicó un homenaje en su ciudad natal, con exposiciones y lectura de sus obras. Aunque de formación autodidacta, la constancia en la investigación y el estudio de formas estilísticas y de los autores clásicos de la literatura, le permitieron conseguir un alto grado de perfeccionamiento en su obra poética. Su estética se inspira en ideales noucentistas como el clasicismo, a los que añade ternura y, también, una sutil ironía. Expresa a menudo una reflexión introspectiva y hermética, con una visión moral estricta y un contenido trascendental y religioso.

## Obras publicadas
Poesía
- Contrallums: paràboles evangèliques (1953).
- Itinerari jubilar (1956).
- Sonets de Quaresma (1956).
- Espòs de sang (1976).
- El foc dels sants: benaurances (1981).

Traducciones
- Blanquet i jo (1989). Traducción de Platero y yo de Juan Ramón Jiménez.